# ۱۰۷ ماهی
۱۰۷ ماهی یک ستاره است که در صورت فلکی ماهی قرار دارد.